# Поповка (Устюженский район)
Поповка — деревня в Устюженском районе Вологодской области.
Входит в состав Устюженского сельского поселения (с 1 января 2006 года по 9 апреля 2009 года входила в Перское сельское поселение), с точки зрения административно-территориального деления — в Перский сельсовет.
Расстояние по автодороге до районного центра Устюжны — 22,5 км. Ближайшие населённые пункты — Алекино, Максимовское, Перя, Федоровское, Яковлевское.
Население по данным переписи 2002 года — 4 человека.